# Batalion Dowodzenia DWL
Batalion Dowodzenia Wojsk Lądowych (bdow WLąd; bdow WL; Batalion Dowodzenia Dowództwa Wojsk Lądowych, bdow DWLąd) – jednostka wojskowa stacjonująca w garnizonie warszawskim
Jednostka podtrzymuje tradycje:
- dwóch pułków piechoty stacjonujących w Cytadeli w okresie międzywojennym, których odznaki pamiątkowe zdobią sztandar batalionu:
  - 21 Pułku Piechoty Dzieci Warszawy, istniejącego w latach 1918–1939 i 1939-1944 jako konspiracyjne zgrupowanie AK Żaglowiec
  - 30 Pułku Strzelców Kaniowskich z lat 1918-1939
- 1 Samodzielnego Batalionu Samochodowego z lat 1944-1945
- Szkolnej Kompanii Samochodowej Dowództwa Okręgu Wojskowego Warszawa z lat 1945-1950
- 9 Batalionu Samochodowego z lat 1950-1968
- 4 Pułku Zabezpieczenia Dowództwa Warszawskiego Okręgu Wojskowego z lat 1968-1994
- 3 Batalionu Dowodzenia Okręgu Wojskowego z lat 1994-2000
- 3 batalionu zabezpieczenia DWLąd z lat 2001-2012
- Batalionu dowodzenia Dowództwa Wojsk Lądowych z lat 2013–2016.

## Historia
4 marca 1944 dowódca 1 Korpusu Polskich Sił Zbrojnych w ZSRR nakazał sformowanie 1 Samodzielnego Batalionu Samochodowego, podporządkowanego Kwatermistrzostwu 1 Armii Wojska Polskiego i przeznaczonego do logistycznego zabezpieczenia działań tej armii. Formowanie przeprowadzono w miejscowości Łazarewo k. Smoleńska. 
Żołnierze batalionu odznaczyli się m.in. w czasie walk o przełamanie Wału Pomorskiego, a następnie w walkach o Kołobrzeg. W uznaniu zasług Naczelne Dowództwo Wojska Polskiego nadało batalionowi nazwę wyróżniającą "kołobrzeski", a sztandar batalionu udekorowano Krzyżem Srebrnym Orderu Wojennego Virtuti Militari.
We wrześniu 1945 Kołobrzeski Batalion Samochodowy został przeformowany w dwie szkolne kompanie samochodowe, z których jedna otrzymała przydział do Dowództwa Okręgu Wojskowego Warszawa z miejscem stacjonowania w warszawskiej Cytadeli (rozkaz organizacyjny Nr 0252/Org. 1). W 1950 w celu logistycznego zabezpieczenia funkcjonowania Sztabu Warszawskiego Okręgu Wojskowego, Szkolna Kompania Samochodowa została przeformowana w 9 Kołobrzeski Batalion Samochodowy. 8 czerwca 1968 Dowódca Warszawskiego Okręgu Wojskowego wydał rozkaz o przeformowaniu jednostki na 4 Kołobrzeski Pułk Zabezpieczenia Dowództwa Warszawskiego Okręgu Wojskowego. Zakończenie formowania nastąpiło w grudniu 1968. Świętem pułku uznano 18 marca - rocznicę zdobycia Kołobrzegu.
Przez cały okres istnienia 4 Kołobrzeski Pułk Zabezpieczenia stacjonował w Cytadeli Warszawskiej, zabezpieczając potrzeby logistyczne Dowództwa i Sztabu Warszawskiego Okręgu Wojskowego. Jeden z batalionów stacjonował w koszarach na warszawskiej Wygodzie.
30 czerwca 1994 pułk został rozformowany, a w jego miejsce utworzono 3 batalion dowodzenia. Zgodnie z rozkazem Dowódcy Wojsk Lądowych nr Pf 21/Org. z dnia 25 września 2001, z dniem 1 stycznia 2001 oficjalna nazwa jednostki to 3 Batalion Dowodzenia Dowództwa Wojsk Lądowych.

Insygnia bdow DWLąd (bdow WL)
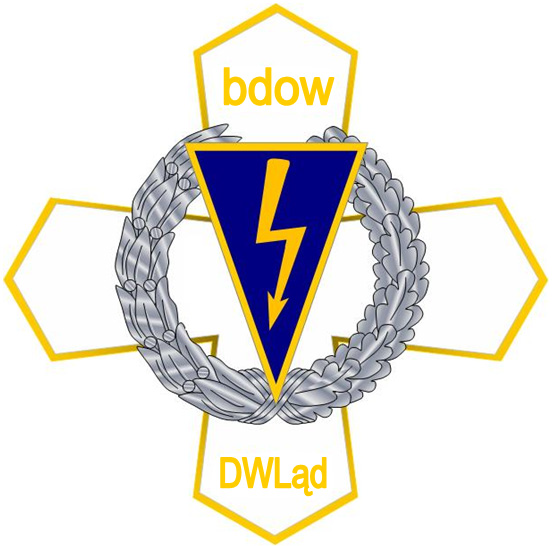
Odznaka pamiątkowa (2013-2019)
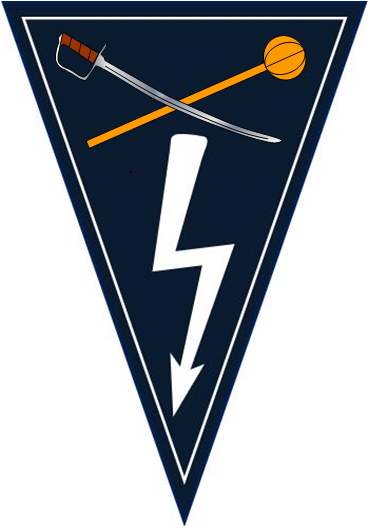
Oznaka rozpoznawcza na mundur wyjściowy (2013-2019)
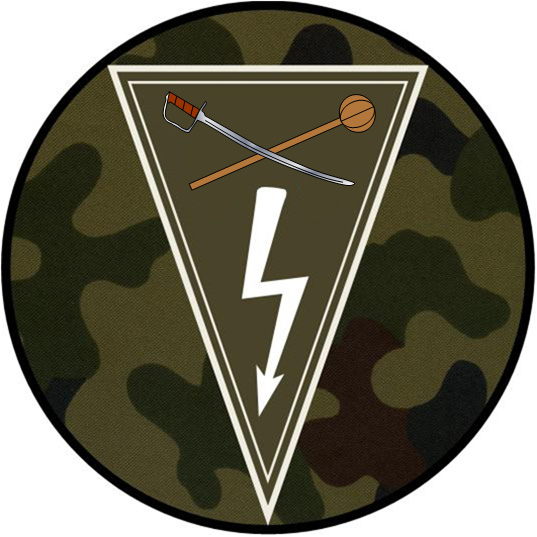
Oznaka rozpoznawcza na mundur polowy (2013-2019)
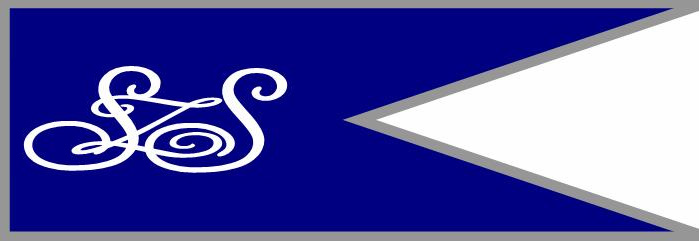
Proporczyk na beret (2013-2019)
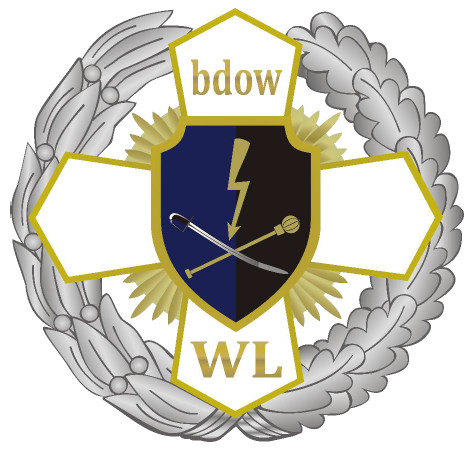
Odznaka pamiątkowa (od 2019)
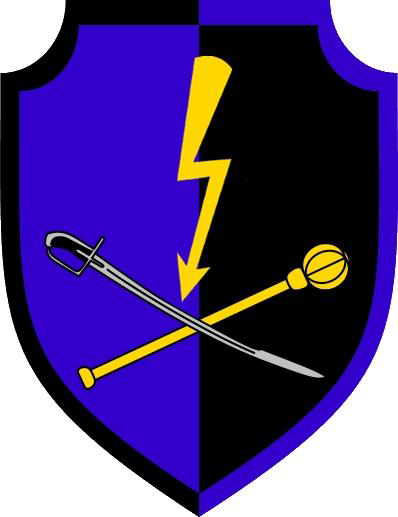
Oznaka rozpoznawcza na mundur wyjściowy (od 2019)
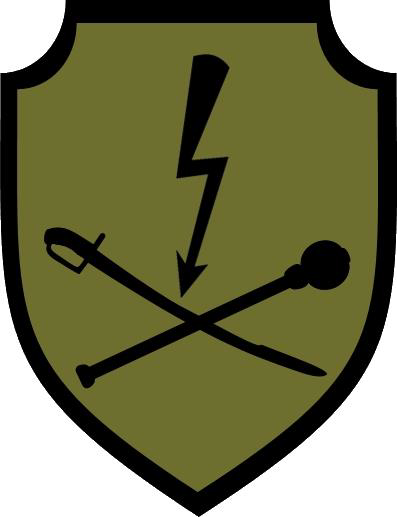
Oznaka rozpoznawcza na mundur polowy (od 2019)
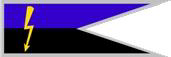
Proporczyk na beret (od 2019)